# Thuya du Sichuan
Thuja sutchuenensis
Espèce
Classification phylogénétique
Statut de conservation UICN

 EN A1cd : En danger
Le thuya de Sichuan (Thuja sutchuenensis) est une espèce de thuya, conifère persistant de la famille des Cupressaceae, originaire de Chine.
Cet arbre est considéré comme une espèce menacée et figure dans la liste rouge de l'UICN.

## Distribution
Le thuya de Sichuan est une espèce endémique d'une aire restreinte située à Chongqing, commune de l'Est du Sichuan en Chine.
Cette espèce y a été découverte en 1899 par un missionnaire et botaniste français, Paul Guillaume Farges, puis a été présumée éteinte pendant 100 ans, aucune trace de cet arbre, par ailleurs apprécié pour son bois aromatique de grande valeur, n'ayant été retrouvée malgré de nombreuses recherches.
Des botanistes chinois ont finalement redécouvert en 1999 un petit nombre de spécimens poussant sur des crêtes escarpées et inaccessibles tout près de l'endroit où Farges avait trouvé cet arbre. Cette zone a été classée en zone de protection spéciale de manière à protéger l'espèce.

## Description
Le thuya de Sichuan est un arbre de taille petite à moyenne, pouvant atteindre jusqu'à 20 mètres de haut, bien qu'aucun spécimen de cette taille ne soit actuellement connu.
Le feuillage est constitué de rameaux aplatis couverts de feuilles en forme d'écailles  de 1,5 à 4 mm de long. Elles sont de couleur verte et présentent d'étroites bandes blanches à leur face inférieure formées par les stomates.
Les cônes femelles ovoïdes mesurent de 5 à 8 mm de long sur 3 à 4 de large. Ils sont constitués 8 à 10 écailles imbriquées. Leur couleur verte au début vire au brun à maturité.